# Nepenthes philippinensis
Nepenthes philippinensis är en tvåhjärtbladig växtart som beskrevs av Macfarl. Nepenthes philippinensis ingår i släktet Nepenthes och familjen Nepenthaceae. Inga underarter finns listade i Catalogue of Life.

## Bildgalleri

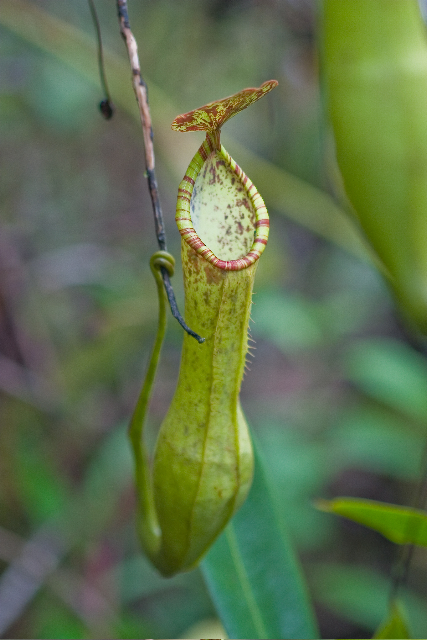